# Viola boliviana
Viola boliviana Britton – gatunek roślin z rodziny fiołkowatych (Violaceae). Występuje naturalnie w Peru i Boliwii. 

## Morfologia
PokrójBylina dorastająca do 10 cm wysokości, tworzy kłącza.
LiścieBlaszka liściowa ma owalny kształt. Mierzy 0,8–2,2 cm długości, jest karbowana na brzegu, ma nasadę od zbiegającej po ogonku do niemal sercowatej i tępy lub nagle zaostrzony wierzchołek. Ogonek liściowy jest nagi i ma 3–7 mm długości. Przylistki są lancetowate.
KwiatyPojedyncze, wyrastające z kątów pędów. Mają działki kielicha o owalnym kształcie. Płatki są odwrotnie jajowate i mają białą barwę, płatek przedni jest niemal spiczasty, z niebieskimi żyłkami, wyposażony w ostrogę.